# Elena Richter
Elena Richter, född 3 juli 1989, är en tysk bågskytt. Hon deltog vid olympiska sommarspelen 2012.